# Möllau
Die Möllau (auch: Ellkierau, Löstrupau, Winbek, dän. Vinbæk) ist ein Bach im Kreis Schleswig-Flensburg in der Landschaft Angeln in Schleswig-Holstein. Sie beginnt als Rohrleitung mit einem Innendurchmesser von 16 Zentimetern auf einem Acker 75 Meter südlich der Straße Schmiedebrück im Ortsteil Löstrup. Sie fließt nach Nordosten, schwenkt dann nach Osten und kommt nach 1,77 Kilometern in einer sich auf 60 Zentimeter  Innendurchmesser erweiternden Röhre auf einem Acker ans Tageslicht. Sie wendet sich nach Süden, um nach 420 Metern wieder in einer Röhre mit am Ende 80 Zentimeter Durchmesser von der Oberfläche zu verschwinden. Diese verlässt sie erst wieder nach 650 Metern. Sie quert in südlicher Richtung die Landesstraße L 292 (Steruper Chausee) und den Elkierdamm im Ortsteil Möllmark und wendet sich nach Südwesten, um nach Unterquerung der Angelner Straße, der Bahnstrecke Kiel–Flensburg, sowie der Satruper Straße in den Südensee zu münden,  siehe auch Karte 1. Die Fließlänge beträgt 5,67 Kilometer, wovon 2,47 Kilometer verrohrt sind. Am Unterlauf der Möllau befinden sich zwei Messstellen für die Überwachung des chemischen und biologischen Zustandes der Möllau, siehe auch Karte 2.

## Ökologie
Die Möllau wird von der Bundesanstalt für Gewässerkunde (BfG) als Wasserkörper „Möllau bei Sörup (Fließgewässer)“ mit der Kennung DERW_DESH_TR_01 geführt. Sie wird vom Gewässertyp her als „Kiesgeprägte Tieflandbäche (LAWA-Typcode: 16)“ eingestuft. Sie gilt nach § 28 Wasserhaushaltsgesetz (WHG) als „erheblich verändert“. Ihr ökologisches Potenzial wird als „mäßig“ und ihr chemischer Zustand als „nicht gut“ eingestuft. Letzterer wird damit begründet, dass die Grenzwerte der Umweltqualitätsnormen (UQN) bezüglich Nitraten, bromierten Diphenylethern (BDE), Quecksilber, Quecksilberverbindungen und dem Herbizid Terbutryn überschritten werden.

Bis zum Jahre 2028 muss gemäß Wasserrahmenrichtlinie für alle Gewässer in der Europäischen Union ein „guter“ ökologischer und chemischer Zustand erreicht werden.

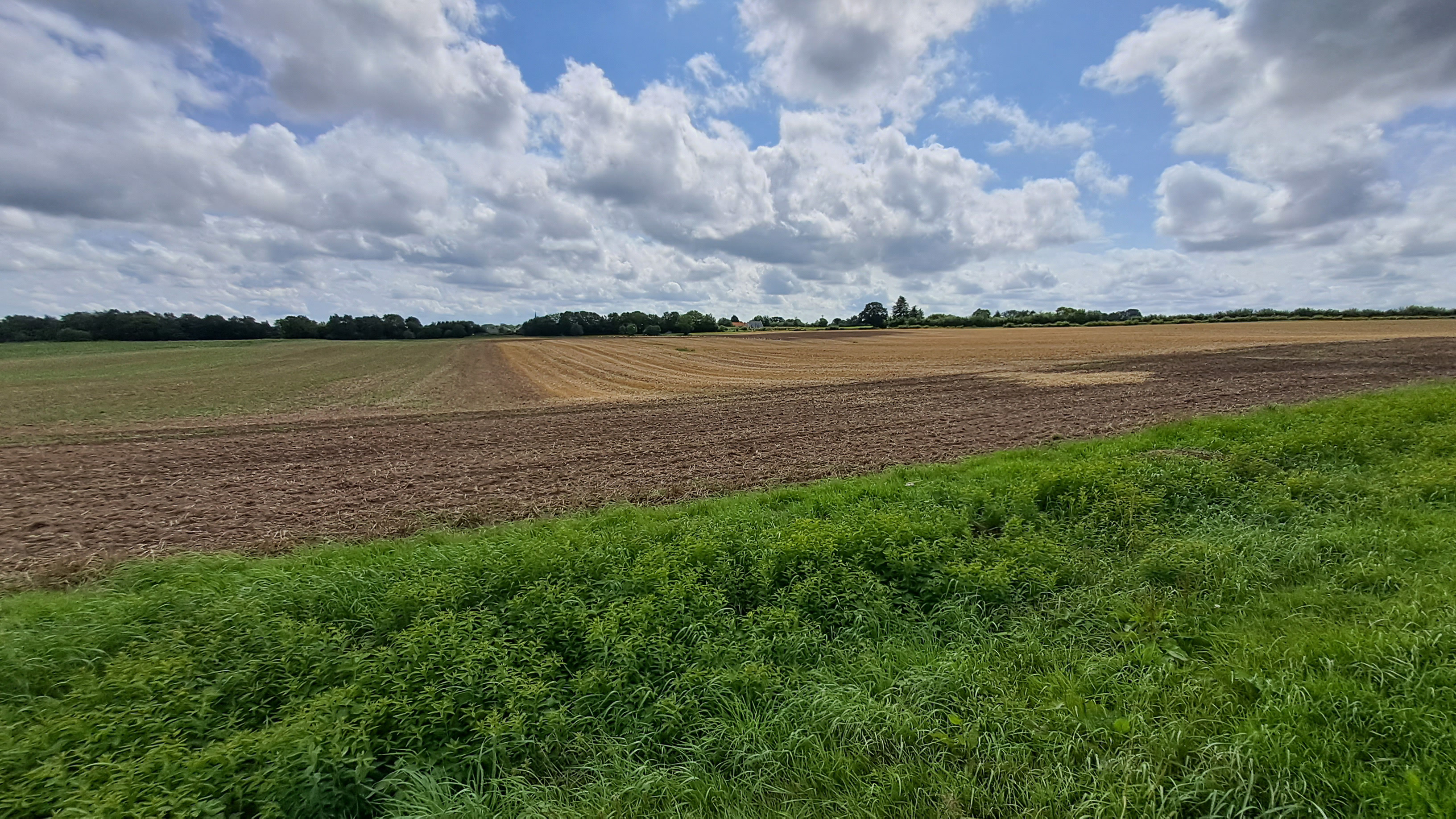
Quellgebiet der Möllau bei Sörup Schmiedebrück
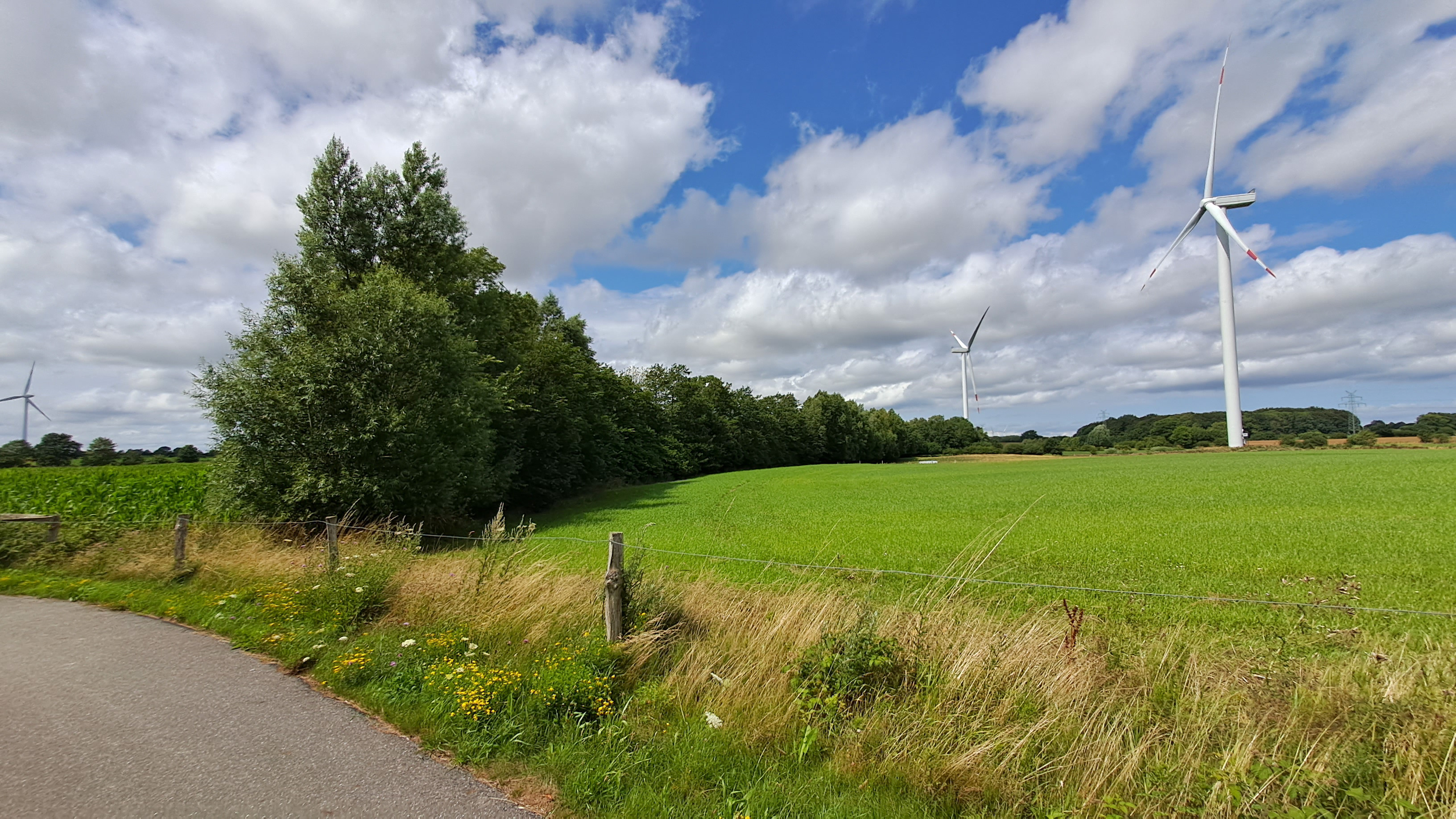
Die Möllau verschwindet bei Löstrup wieder in einer Röhre (Blickrichtung zur Quelle)
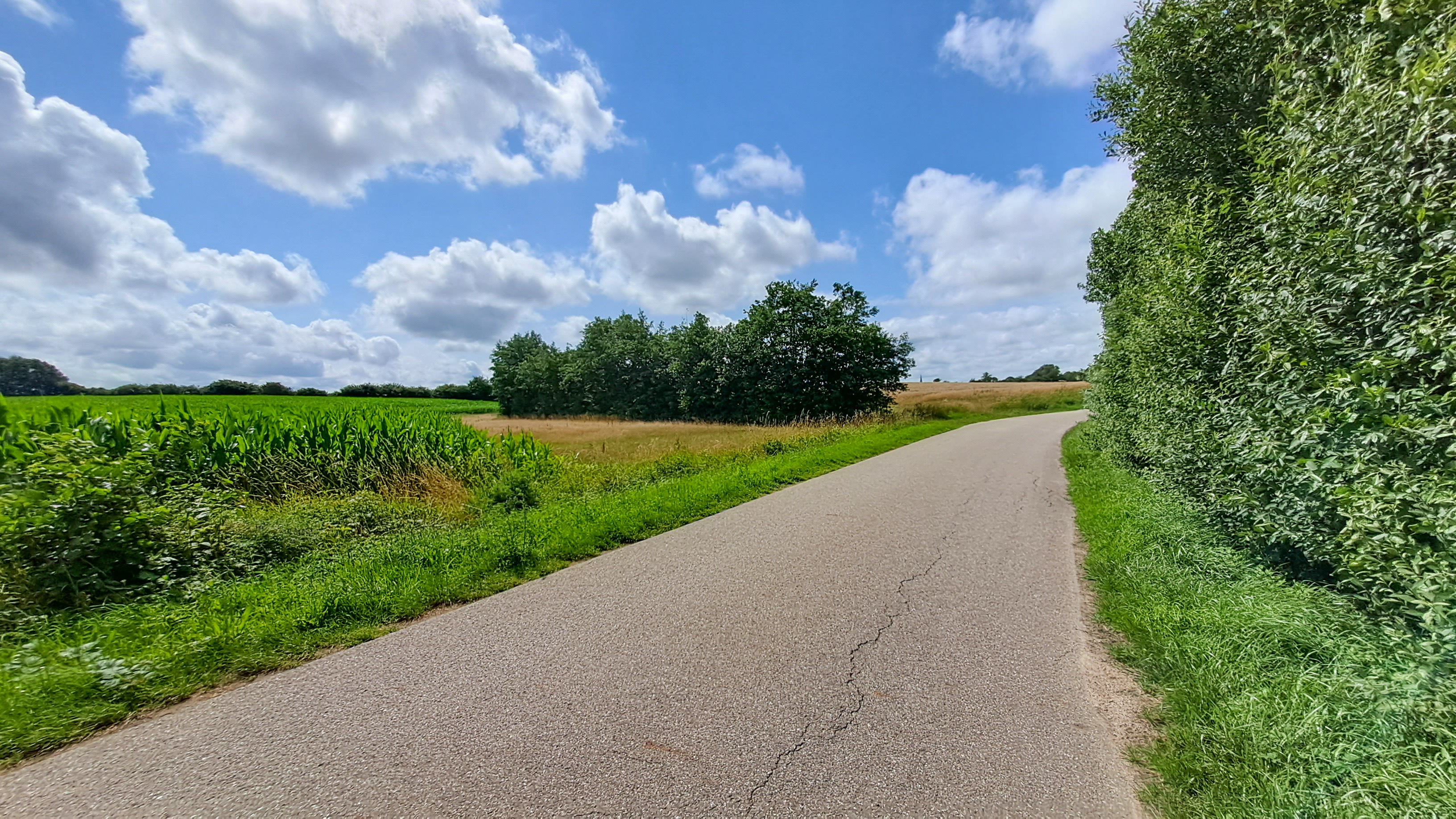
Die Möllau unterquert die Straße Elkierdamm von rechts nach links
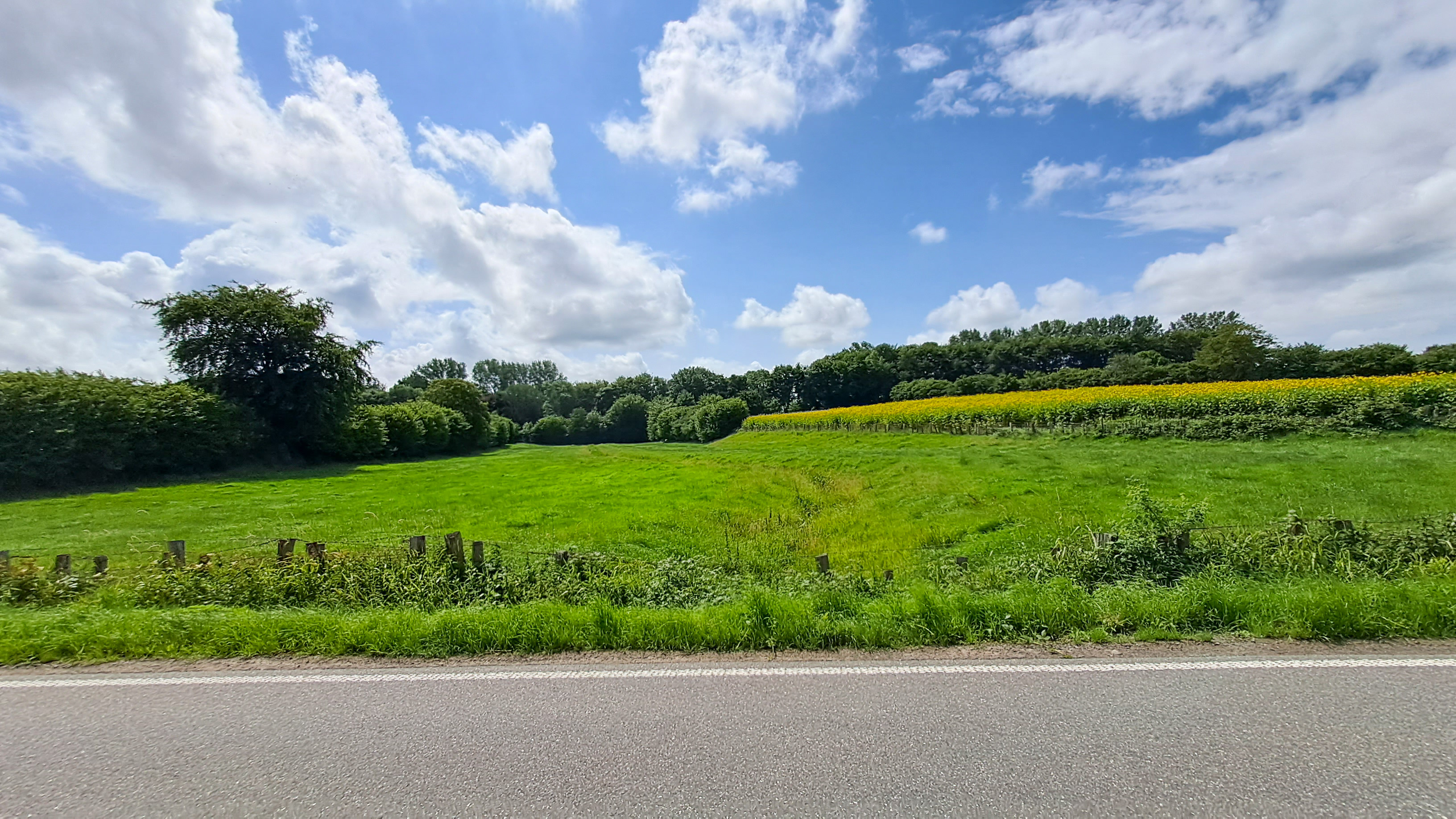
Möllau unterquert die Angelner Straße (Blick zur Mündung)
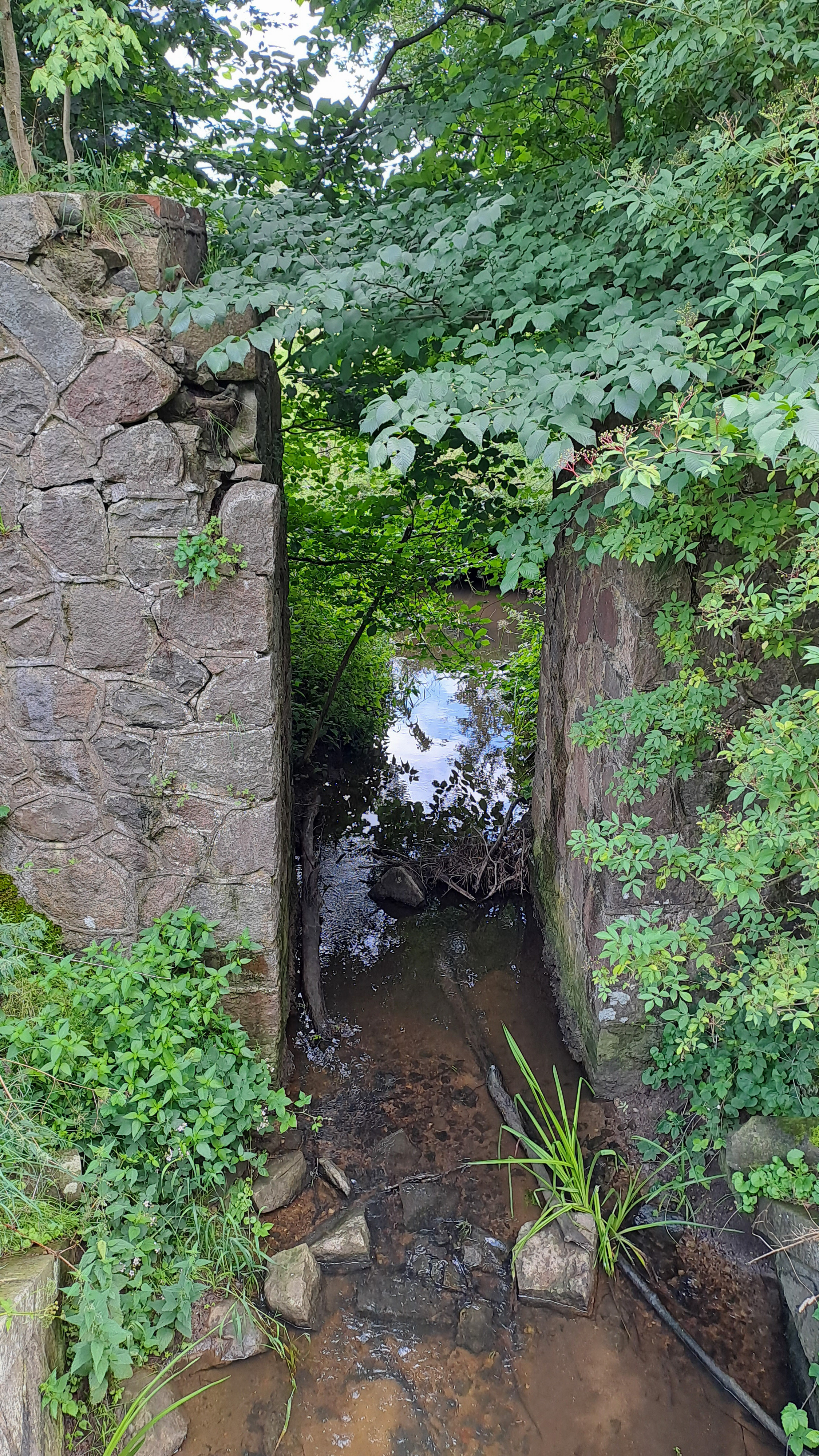
Die Möllau durchquert den Bahndamm der ehemaligen Bahnlinie Flensburg – Rundhof
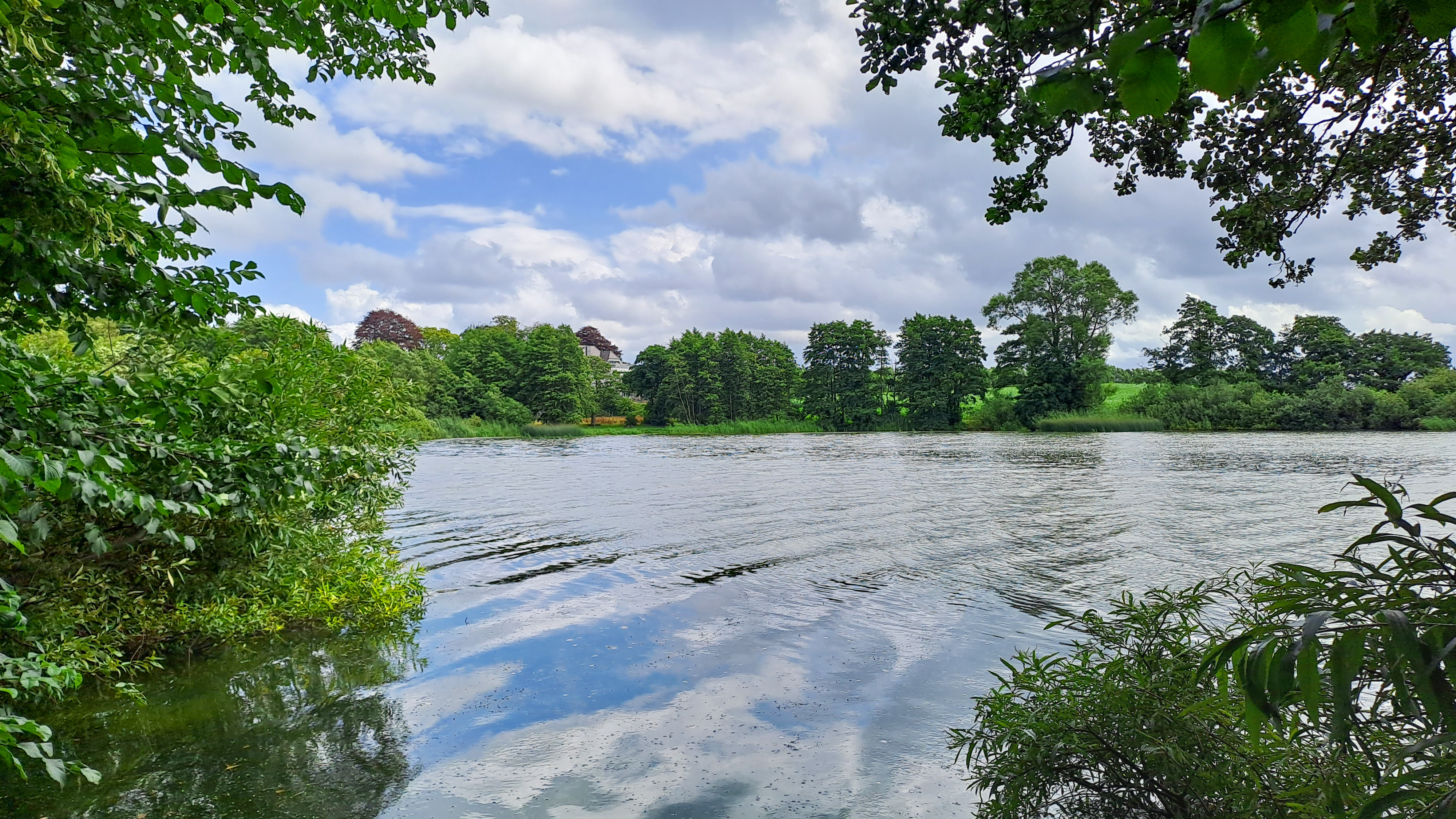
Die Möllau mündet in den Südensee (Im Hintergrund von links)